# مانوگپیکس
مانوگپیکس (انگلیسی: Manogepix) (E1210) یک ضد قارچ با طیف وسیع مبتنی بر ایزوکسازول است. این دارو بیوسنتز پروتئین GPI را هدف قرار می‌دهد.
مانوگپیکس متابولیت فعال پیش داروی فوس‌مانوگپیکس است.